# Кавт и Кавтопат

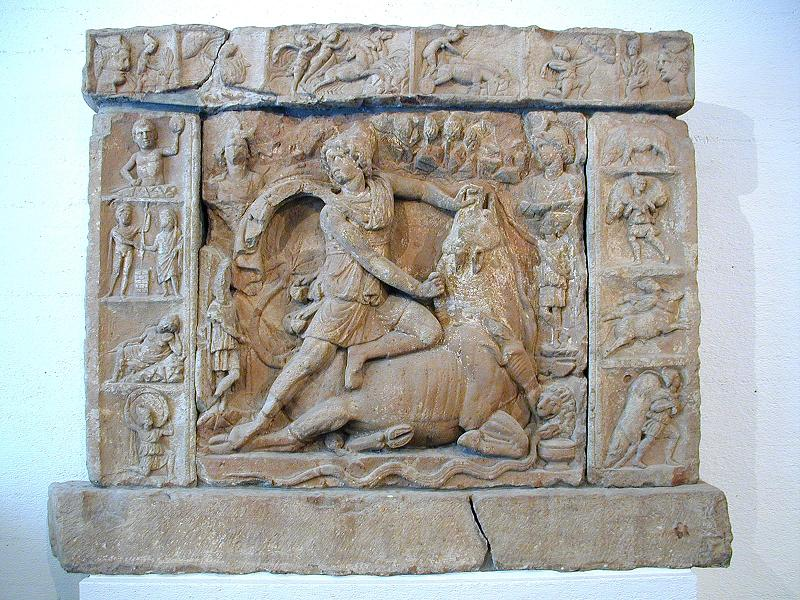
Рельеф из Гейдельберга с изображением тавроктонии. Слева изображён Кавтопат, справа - Кавт

Кавт и Кавтопат (лат. Cautes et Cautopates) — в митраизме два спутника Митры с факелами, сопровождающие его во время тавроктонии. Изображаются всегда вдвоём и выглядят практически одинаково. Разница лишь в том, что Кавт держит факел направленным вверх, а Кавтопат — опущенным вниз. Не установлено происхождение их имён. Неясно также, идёт ли речь о божествах, либо это помощники Митры при жертвоприношении, его ближние слуги или это просто факелоносцы. Возможно также, что эта пара отображает различные ипостаси самого Митры, создавая таким образом некую «триаду» его образов. 

## Манера изображения
На фресках сцены тавроктонии (культового принесения Митрой быка в жертву) в храмах Митры (митреумах) присутствуют изображения Кавта и Кавтопата, с факелами в руках и со скрещенными ногами. Изображения их по величине меньше, чем самого Митры. В большинстве случаев Кавт находится слева от бога, а Кавтопат — справа от него. Однако приблизительно в 50 случаях их позиции изменены: Кавтопат стоит справа, а Кавт — слева. В редких случаях оба стоят рядом, позади жертвенного быка. Иногда один из них выше другого, как правило, это Кавт. В храмах Митры нередко находятся отдельные алтари, посвящённые Кавту или Кавтопату, с изображениями каждого из них. Согласно находкам в Штокштадте, Кавт и Кавтопат в свободных руках держат предметы, похожие на ключи. Точное их назначение не выяснено. Возможно, предметы являются чем-то вроде пастушеского посоха или вертела. Обе фигуры одеты в туники, на головах у них фригийские колпаки, как у Митры. На цветных или раскрашенных изображениях (фресках, рельефах) можно увидеть, что одежды у обоих спутников Митры различных цветов. У Кавта, несущего с поднятым факелом свет и тепло, они ярких, живых оттенков — красные или жёлтые. У Кавтопата же, факел которого опущен и потушен, цвета одежды тёмные (серые или тёмно-синие).

## Значение
Поднятый вверх, горящий факел в культе Митры времён Римской империи может обозначать культ Солнца и его путь по небосклону, встающего утром на востоке и опускающегося за горизонт вечером на западе. В связи с этим Кавт с поднятым факелом обозначает восходящее Солнце, день, восток, надежду и свет. На античном небосводе ему соответствует Альдебаран в созвездии Тельца, связанный с наступлением весны и затем — с летом. Кавтопат же соответствует заходящему солнцу, вечеру и ночи, западу, страданию и смерти. На небосводе ему соответствует Антарес в созвездии Скорпиона, символизировавший наступление зимы.

## Галерея

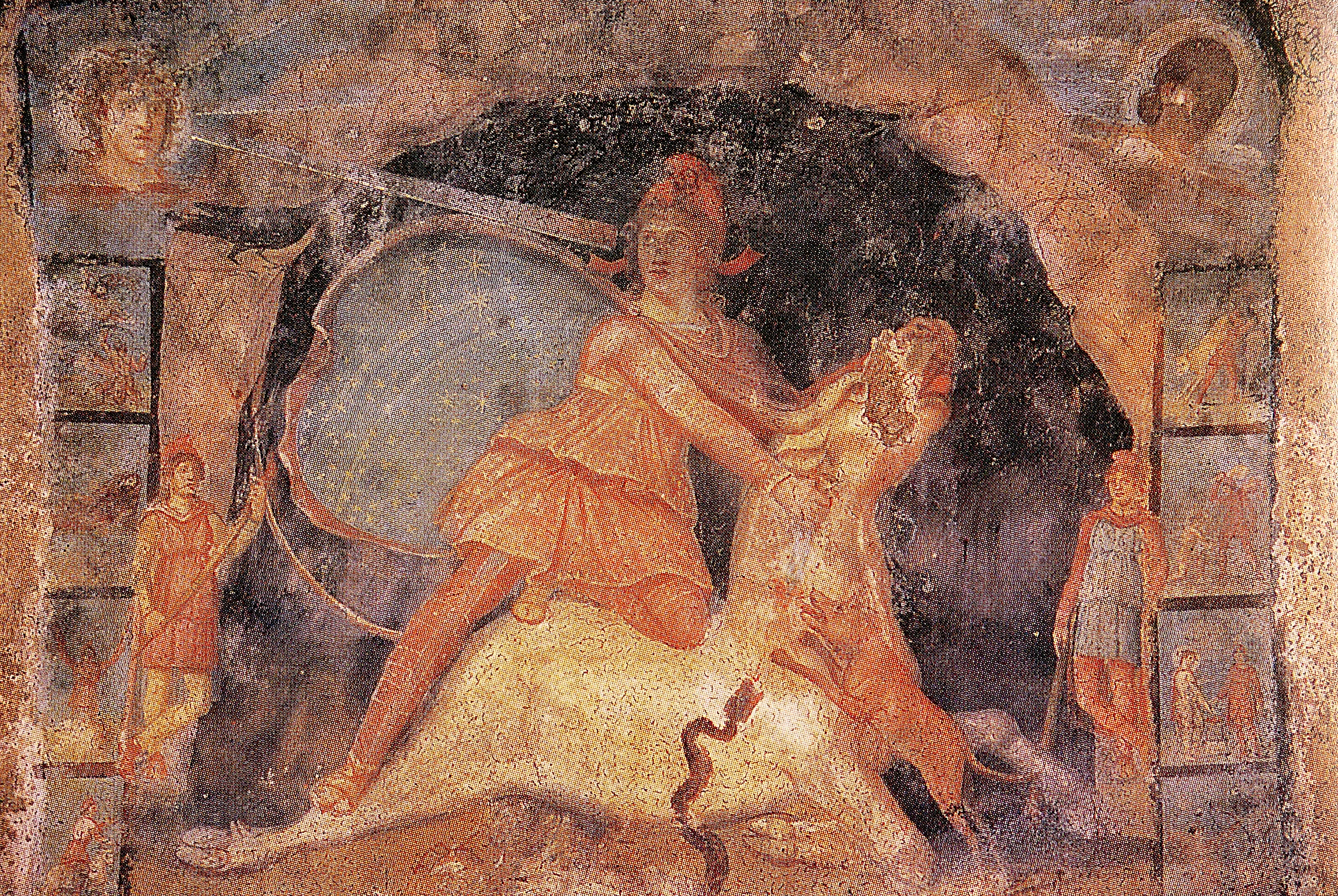
Митра убивает быка. Слева Кавт, справа Кавтопат. Фреска из митреума в Марино (Лациум), ок. 200 г. н.э.
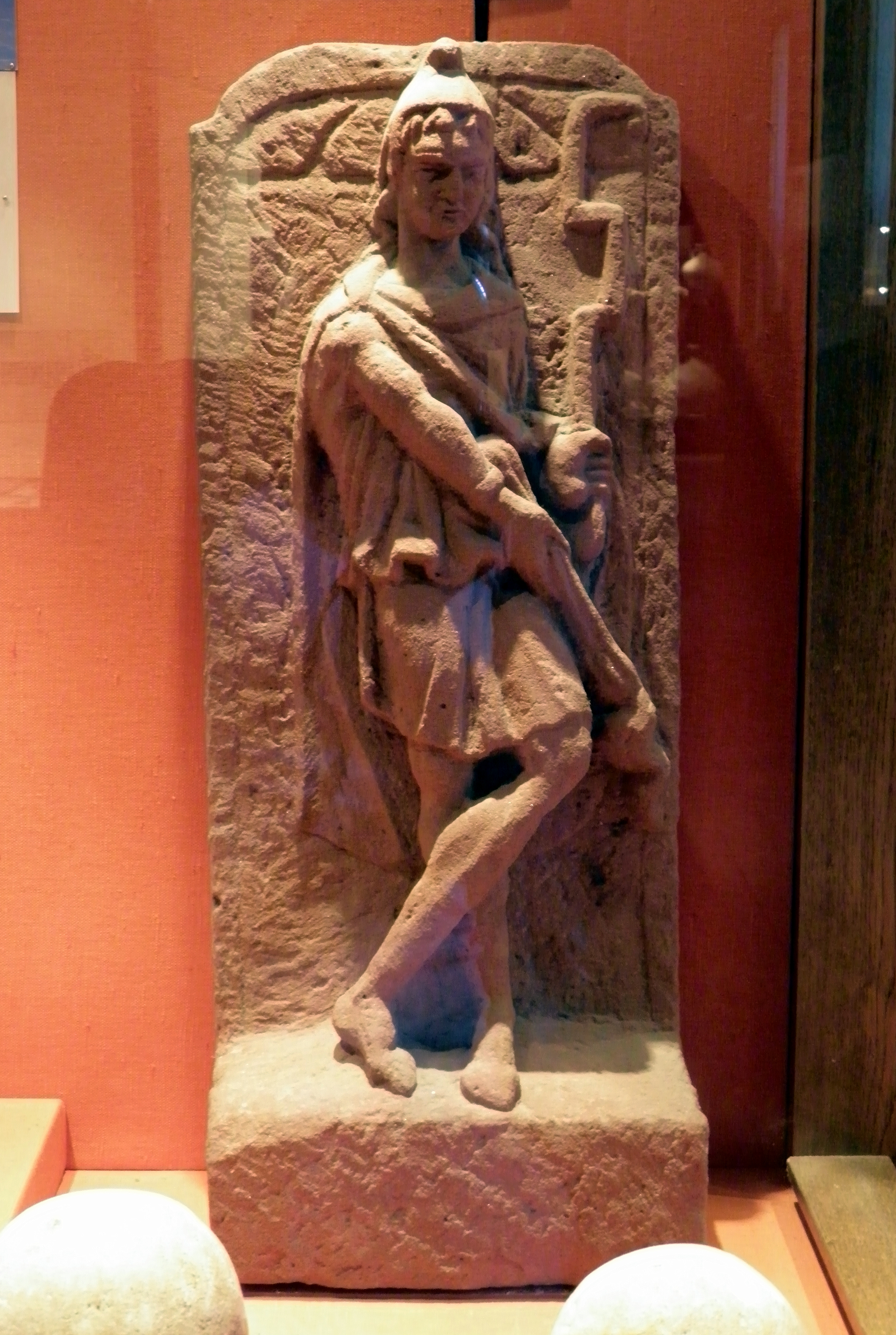
Изображение Кавтопата (Штокштадт, Лимес Германикус)
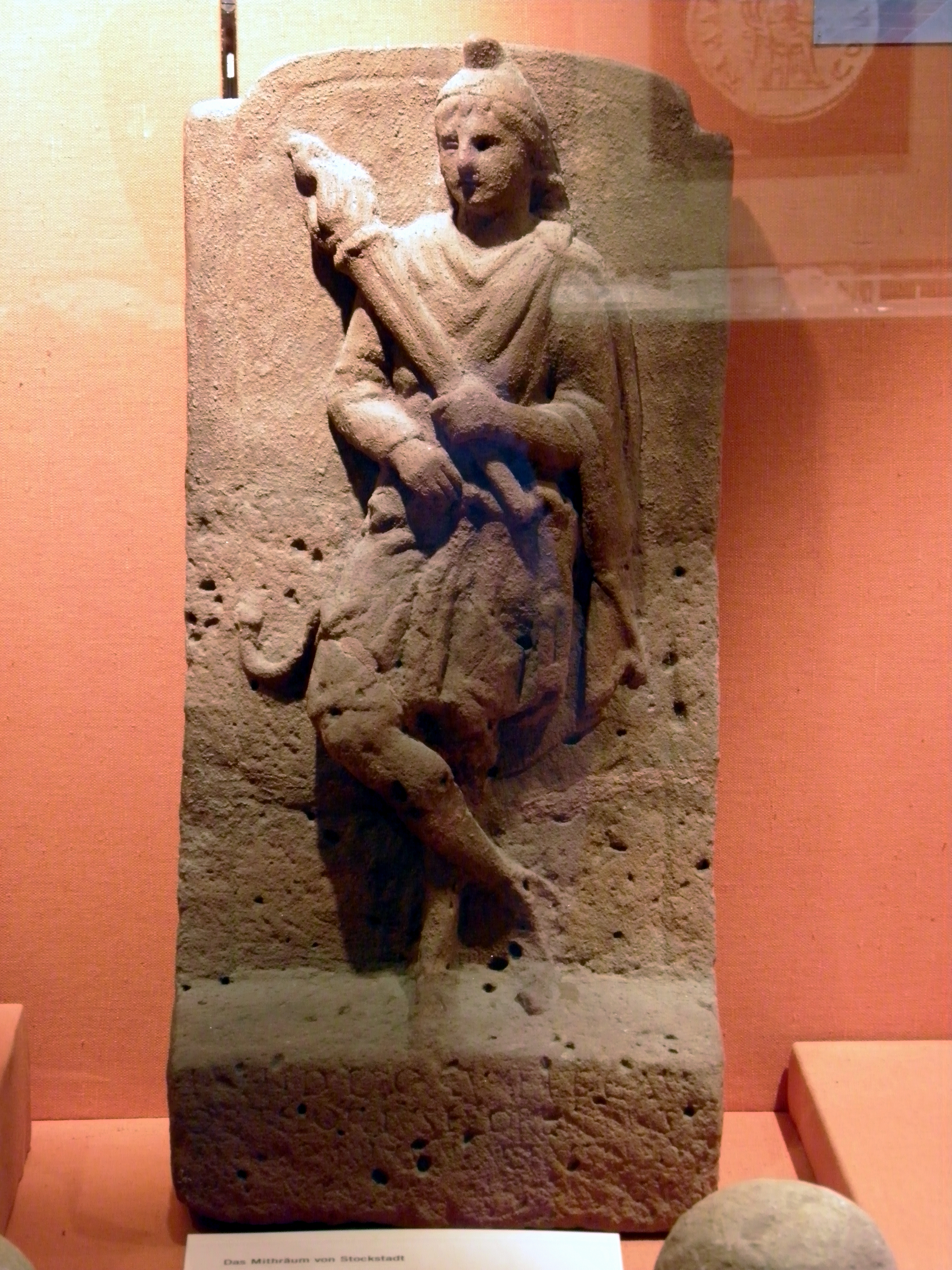
Изображение Кавта (Штокштадт, Лимес Германикус)
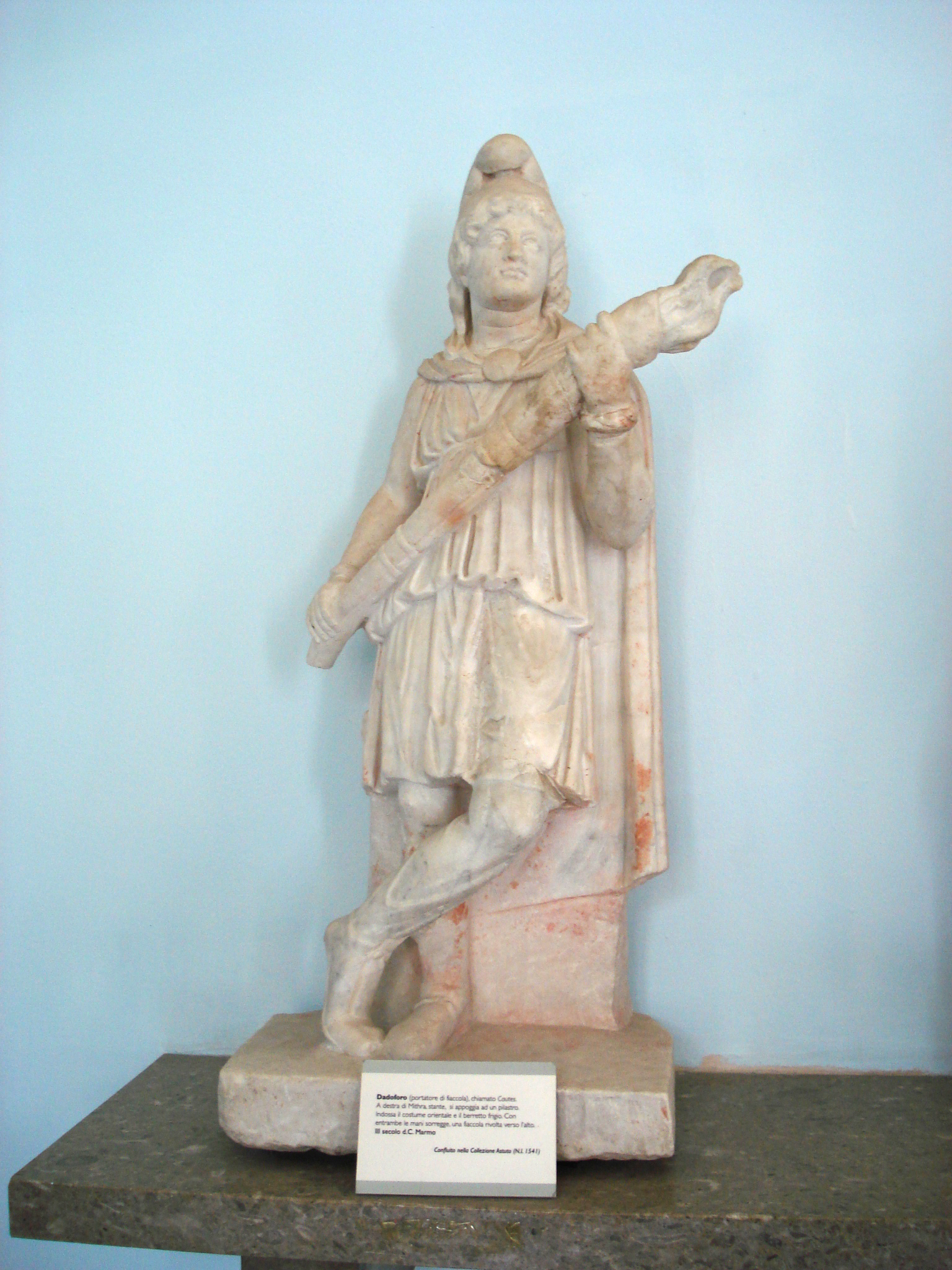
Изображение Кавта